# Aix (rzeka)
Aix (wym. [ɛks]) – rzeka we Francji, przepływająca przez teren departamentu Loara, o długości 49,4 km. Stanowi lewy dopływ rzeki Loary.